# Selaginella pseudonipponica
Selaginella pseudonipponica är en mosslummerväxtart som beskrevs av Tag.. Selaginella pseudonipponica ingår i släktet mosslumrar, och familjen mosslummerväxter. Inga underarter finns listade i Catalogue of Life.